# Элсбергс, Клавс
Клав(c) Э́лсберг(c) (латыш. Klāvs Elsbergs; 3 января 1959, Рига — 5 февраля 1987, Юрмала) — советский латвийский поэт и переводчик.

## Биография
Родители Клава Элсберга — поэтесса Визма Белшевица и переводчик Зигурд Элсберг.
С 1977 по 1982 год Клав изучал французскую филологию в ЛГУ. Переводил на латышский язык с французского, английского и русского языков (Гийома Аполлинера, Поля Элюара, Шарля Бодлера, Тристана Тцара, Луи Арагона, Курта Воннегута, Ираклия Андроникова) . В 1978 году женился на поэтессе Ирене Аузине.
В 1982—1986 годах Элсберг работал редактором в издательстве «Лиесма», в 1986—1987 годах принимал активное участие в создании журнала «Avots» («Родник»).
Скончался 5 февраля 1987 года при падении из окна 9 этажа Дома писателей в Дубулты, как показало проведённое расследование, в результате несчастного случая. Похоронен на кладбище Райниса.
В 1987 году основана премия Клава Элсберга за лучший литературный дебют. В 1988 году перед школой в Стайцеле установлен мемориальный камень Клаву Элсбергу.